# Махмут Бушатлија Буш
Махмут Бушатлија Буш (Бугојно, 17. фебруар 1915 — Тузла, 17. октобар 1941), учесник Народноослободилачке борбе и народни херој Југославије.

## Биографија
Рођен је 17. фебруара 1915. године у Бугојну.
Пре Другог светског рата је студирао на Правном факултету у Београду. Био је један од организатора и руководилаца револуционарног студентског покрета на Београдском универзитету. Био је члан Управе Удружења босанскохерцеговачких студената „Петар Кочић“.
Члан Комунистичке партије Југославије (КПЈ) је од 1937. године, а од 1939. је био члан руководства Универзитетског комитета КПЈ.
Учесник Народноослободилачке борбе је од 1941. године. После Мајског саветовања ЦК КПЈ, 1941. године, руководио је Војном комисијом која је била формирана при Покрајинском комитету КПЈ за Босну и Херцеговину. У том својству био је један организатора припрема за оружани устанак у Босни и Херцеговини - обилазио је партијске организације у Босанској крајини, централној и источној Босни.
Крајем лета 1941. године политички је деловао у источној Босни. Приликом извођења једне групе илегалаца, из Тузле у Мајевички партизански одред, 16. октобра 1941. године, Махмут је упао у усташку заседу, код Горње Тузле. У окршају с усташама био је тешко рањен и заробљен. Преминуо је сутрадан 17. октобра у тузланској болници.
После ослобођења, његови посмртни остаци су сахрањени у Гробници народних хероја у спомен-парку Враца, на планини Требевићу, код Сарајева.
Указом Председништва Антифашистичког већа народног ослобођења Југославије (АВНОЈ), 26. јула 1945. године, међу првим борцима Народноослободилачке војске, проглашен је за народног хероја.